# Lijst van afleveringen van Skins
Dit is een onvolledige lijst van afleveringen van de Britse televisieserie Skins.

## Seizoen 1
| Nr.      | Titel            | Schrijver(s)                 | Regisseur    | Uitzenddatum     | Uitzenddatum |  |
| -------- | ---------------- | ---------------------------- | ------------ | ---------------- | ------------ |  |
| 1 (1-01) | Tony             | Bryan Elsley                 | Paul Gay     | 25 januari 2007  |              |  |
| ...      |                  |                              |              |                  |              |  |
| 2 (1-02) | Cassie           | Bryan Elsley                 | Paul Gay     | 1 februari 2007  |              |  |
| ...      |                  |                              |              |                  |              |  |
| 3 (1-03) | Jal              | Bryan Elsley                 | Adam Smith   | 8 februari 2007  |              |  |
| ...      |                  |                              |              |                  |              |  |
| 4 (1-04) | Chris            | Jack Thorne                  | Paul Gay     | 15 februari 2007 |              |  |
| ...      |                  |                              |              |                  |              |  |
| 5 (1-05) | Sid              | Jamie Brittain               | Minkie Spiro | 22 februari 2007 |              |  |
| ...      |                  |                              |              |                  |              |  |
| 6 (1-06) | Maxxie and Anwar | Simon Amstell & Ben Schiffer | Chris Clough | 1 maart 2007     |              |  |
| ...      |                  |                              |              |                  |              |  |
| 7 (1-07) | Michelle         | Bryan Elsley                 | Minkie Spiro | 8 maart 2007     |              |  |
| ...      |                  |                              |              |                  |              |  |
| 8 (1-08) | Effy             | Jack Thorne                  | Adam Smith   | 15 maart 2007    |              |  |
| ...      |                  |                              |              |                  |              |  |
| 9 (1-09) | Everyone         | Bryan Elsley                 | Adam Smith   | 22 maart 2007    |              |  |
| ...      |                  |                              |              |                  |              |  |

## Seizoen 2
| Nr.       | Titel           | Schrijver(s) | Regisseur      | Uitzenddatum     | Uitzenddatum |  |
| --------- | --------------- | ------------ | -------------- | ---------------- | ------------ |  |
| 1 (2-01)  | Tony and Maxxie | Bryan Elsley | Aysha Rafaele  | 11 februari 2008 |              |  |
| 2 (2-02)  | Sketch          | Bryan Elsley | Aysha Rafaele  | 18 februari 2008 |              |  |
| 3 (2-03)  | Sid             | Bryan Elsley | Simon Massey   | 25 februari 2008 |              |  |
| 4 (2-04)  | Michelle        | Bryan Elsley | Simon Massey   | 3 maart 2008     |              |  |
| 5 (2-05)  | Chris           | Bryan Elsley | Harry Enfield  | 10 maart 2008    |              |  |
| 6 (2-06)  | Tony            | Bryan Elsley | Harry Enfield  | 17 maart 2008    |              |  |
| 7 (2-07)  | Effy            | Bryan Elsley | Simon Massey   | 24 maart 2008    |              |  |
| 8 (2-08)  | Jal             | Bryan Elsley | Simon Massey   | 31 maart 2008    |              |  |
| 9 (2-09)  | Cassie          | Bryan Elsley | Charles Martin | 07 april 2008    |              |  |
| 10 (2-10) | Everyone        | Bryan Elsley | Charles Martin | 14 april 2008    |              |  |